# Naturschutzgebiet Kulowseen
Koordinaten: 53° 17′ 6,5″ N, 13° 9′ 28,9″ O

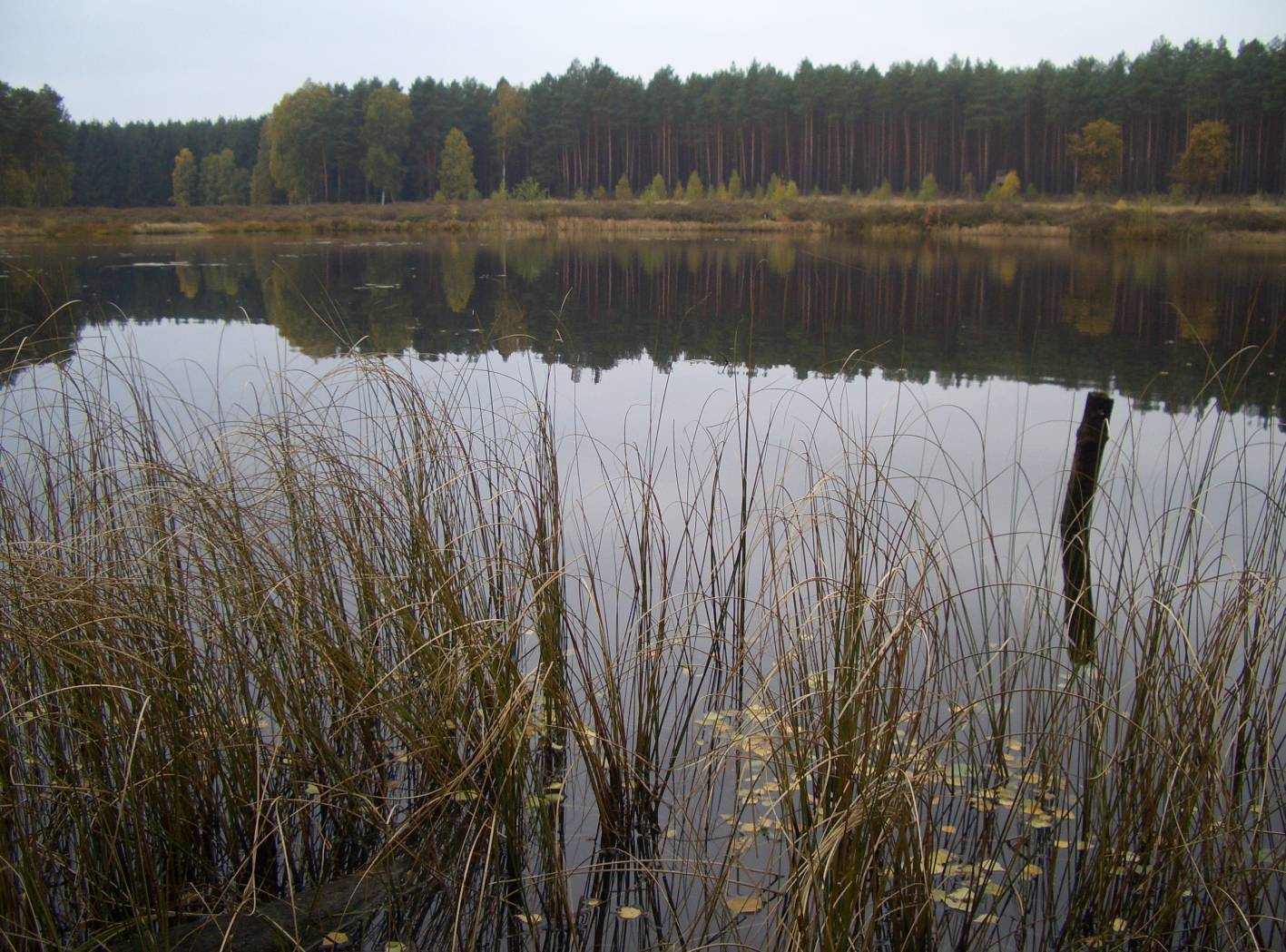
Kleiner Kulowsee

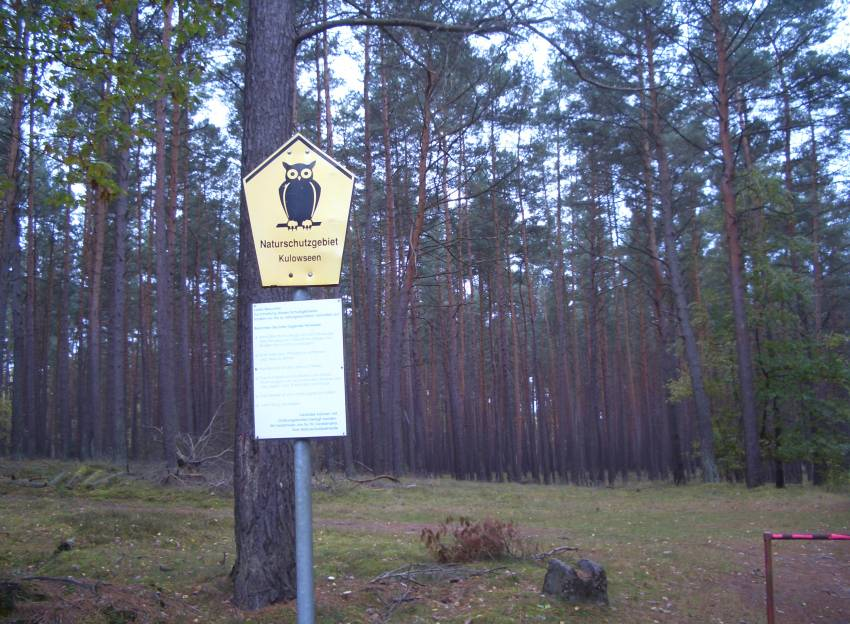
Nordgrenze

Das Naturschutzgebiet Kulowseen ist ein 235 Hektar umfassendes Naturschutzgebiet in Mecklenburg-Vorpommern, einen Kilometer südöstlich des Ortes Fürstensee. Es umfasst den Großen und den Kleinen Kulowsee sowie die umliegenden Bereiche. Die Ausweisung erfolgte am 27. September 1994.
Der Schutzzweck besteht im Erhalt eines strukturreichen Wald-, Seen- und Moorgebietes. Das Naturschutzgebiet befindet sich im Naturpark Feldberger Seenlandschaft und ist nach EU-Recht als FFH-Gebiet eingestuft. Der aktuelle Gebietszustand wird nur als befriedigend angesehen, da sich die Folgen der Karpfenintensivhaltung zu DDR-Zeiten in beiden Seen noch nachteilig auswirken. Ein Wanderweg verläuft entlang der Westgrenze der Schutzgebietsflächen. Weitere Einblicke sind von der nördlich verlaufenden Landstraße von Fürstensee nach Wokuhl möglich.

## Geschichte und Wasserhaushalt
Das Naturschutzgebiet befindet sich in einer der Endmoräne vorgelagerten Sanderfläche, die in der letzten Eiszeit entstand. Die beiden Kulowseen gehen auf Toteisformen zurück. Der Große Kulowsee weist starke, natürliche Wasserstandsschwankungen auf. Die umliegenden Flächen wurden seit dem Mittelalter landwirtschaftlich genutzt. Im 19. Jahrhundert erfolgten Grundwasserabsenkungen mit dem Ziel, auf mineralischen Standorten aufzuforsten. Die flachen Seen boten ideale Bedingungen für eine Fischintensivhaltung. Ab Ende der 1970er Jahre wurden mit diesem Ziel Amurkarpfen in die Seen eingesetzt, was sich stark nachteilig auf die ursprünglich mesotrophen Seen auswirkte. Ein Großteil der Karpfen verendete 1991 im See. Aktuell werden nur noch vereinzelt Karpfen gefangen.

## Pflanzen- und Tierwelt
Die ursprünglichen Armleuchteralgen sind in beiden Seen aufgrund der hohen Nährstoffbelastung kaum noch zu finden. Teich- und Seerosen nehmen deren Platz ein. Am Ostufer bilden sich bei niedrigem Wasserstand umfangreiche Uferabschnitte, die von Kleinseggen und Binsen besiedelt werden. Moorwälder mit Birken, Kiefern und dem seltenen Sumpfporst prägen den Bereich um den Kleinen Kulowsee, an den sich westlich ein Kesselmoor anschließt. Bruchwälder mit Erlen sind nördlich des Großen Kulowsees zu finden. Auch westlich des Großen Kulowsees befindet sich ein Kesselmoor.
See- und Fischadler, Kranich, Rohrdommel, Rot- und Schwarzmilan sowie der Schwarzspecht können beobachtet werden. Flussregenpfeifer brüten auf den trockenen Strandbänken. Fischotter leben in diesem Gebiet.